# Los Solidarios
Los Solidarios, também conhecido como Crisol, foi um grupo anarquista de ação direta armada, formado entre 1922 e 1923 em Barcelona como resposta à guerra suja empreendida por setores patronais e governamentais contra os sindicatos. Surgiu como sucessor de um grupo anterior chamado "Los Justicieros" existente em Zaragoza. Alguns de seus integrantes fundariam o coletivo "Nosotros" após se filiarem a Federação Anarquista Ibérica, tornando-se mais estratégicos em suas ações.

## História
Formado por anarcosindicalistas que montaram uma rede para compra e depósito de armas a serem usadas contra pistoleiros patronais e seus contratantes. São atribuídos a eles assaltos a banco entre estes ao Banco de Espanha (Setembro de 1923) e o assassinato do cardeal zaragozano Juan Soldevila y Romero (1923). Depois deste feito e com a pressão da ditadura de Primo de Rivera, Durruti, Ascaso e outros membros se refugiaram primeiro na França e depois na América Latina, onde realizaram outros assaltos. Voltaram para a Europa se estabelecendo na França onde viveram clandestinamente depois de serem acusados de tentar assassinar o rei Alfonso XIII em uma visita a Paris. Foram por fim expulsos do país se estabelecendo na Bélgica, onde lhes foi permitido residência. Com a proclamação da Segunda República Espanhola (1931) alguns dos membros que puderam voltar a Catalunha decidem ingressar na FAI com o nome de "Nosotros", com posições mais radicais que as da federação. Ao ser declarada a Guerra Civil Espanhola o grupo deixa de atuar como tal e se junta às milícias.
Encontra-se conservada uma gravação sonora de um dos discursos de Juan García Oliver  onde qualifica os membros do grupo, incluindo ele próprio, como os melhores terroristas da classe trabalhadora, os que melhor podiam devolver golpe por golpe o terrorismo estatal e patronal contra o proletariado como os assassinatos de Salvador Seguí ou Francesc Layret por pistoleiros contratados pelos patrões.

## Integrantes
Entre outros, tomaram parte los Solidarios:
- Francisco Ascaso, garçom
- Ramona Berni, trabalhadora da indústria téxtil
- Eusebi Brau, ferreiro
- Manuel Campos, carpinteiro
- Buenaventura Durruti, mecânico
- Aurelio Fernández Sánchez, mecânico
- Joan García Oliver, garçom
- Miguel García Vivancos, estivador, pintor e chofer
- Gregorio Jover Cortés, carpinteiro
- Júlia López Mainar, cozinheira
- Antonio Martín Escudero
- Alfonso Miguel, ebanista
- Pepita Not, cozinheira
- Antonio Ortiz Ramírez, carpinteiro
- Ricardo Sanz García, trabalhador da indústria téxtil
- Gregorio Suberviela, maquinista
- María Luisa Tejedor, costureira
- Manuel Torres Escartín, forneiro
- Rafael Torres Escartín
- Antonio El Toto, jornaleiro

## Canção homenagem deChico Sánchez Ferlósio
| “ | Historia de tres amigos De la dulce libertad: Si se hicieron anarquistas, No fue por casualidad. Buenaventura Durruti Ascaso y García Oliver Llamados Los Solidarios Que desprecian al Poder Buscados y perseguidos Por el campo y la ciudad, Si acabaron en la cárcel, No fue por casualidad. Buenaventura Durruti Ascaso y García Oliver: Tres hojas de trébol negro Contra el viento del Poder. Siguiendo con su costumbre De burlar la Autoridad, Si cruzaron la frontera No fue por casualidad. Buenaventura Durruti Ascaso y García Oliver: La negra sombra del Pueblo Contra el brillo del Poder. Después de una temporada, Se volvieron para acá, Si temblaron los burgueses No fue por casualidad. Buenaventura Durruti Ascaso y García Oliver: Tres balas negras de plomo Apuntando hacia el Poder | ” |